# Hybristophilie
Hybristophilie (von griech. ὑβριστής hybristes „Übeltäter“, und φιλία philia „Freundschaft, Zuneigung“) ist eine Paraphilie, die darin besteht, dass sich Betroffene von Kriminellen, insbesondere Tätern aus den Bereichen der Sexual-, schweren Gewalt- und Tötungsdelikte, sexuell angezogen fühlen. Sie wird auch als Bonnie-und-Clyde-Syndrom bezeichnet.

## Betroffene und Ursachen
Frauen sind häufiger betroffen als Männer. Es existiert wenig empirische Forschung zu den Ursachen der Hybristophilie. Als mögliche Gründe werden Einsamkeit, geringes Selbstbewusstsein und der Wunsch nach Aufmerksamkeit genannt. Da insbesondere Serien- und Massenmörder – vor allem in den USA – häufig zu Berühmtheiten der Populärkultur werden, wird außerdem vermutet, dass die Betroffenen die Nähe zu dem Verbrecher suchen, um selbst berühmt zu werden. Ebenfalls existiert die evolutionspsychologische Ansicht, dass betroffene Frauen in kriminellen Männern Alphatiere sehen, auch wenn deren Zurschaustellung von Macht nicht sozial förderlich ist.
Laut Sheila Isenberg handele es sich bei den betroffenen Frauen häufig um solche, die eine schwierige Kindheit durchlebten, d. h. missbraucht oder misshandelt wurden. In ihrem Buch Women Who Love Men Who Kill vertritt sie die These, dass diese Frauen deshalb einen Mann suchen, den sie kontrollieren können und der sie nicht verletzen kann: Dafür eigneten sich vor allem Männer, die hinter Gittern sitzen.
Es werden zwei Arten der Hybristophilie beschrieben. Bei der passiven Form fühlen sich die Betroffenen von Verbrechern sexuell angezogen, ohne den Wunsch zu haben, sich an den Straftaten des Partners zu beteiligen. Im Fall der aktiven Hybristophilie stiften die Betroffenen ihren Partner zu Straftaten an, leisten Beihilfe oder werden zu Mittätern, weil sie dadurch sexuelle Erregung verspüren.
Der österreichische Psychiater Reinhard Haller unterscheidet gar drei Formen: erstens die sogenannten „Retterinnen“, die trotz aller Gegenbeweise an die „edle Seele des Mannes ihrer Wahl und an die erlösende Kraft ihrer Liebe“ glauben; zweitens die sogenannten „Seelenforscherinnen“, die vom Bösen fasziniert eine bessere Sicht auf Abgründe der eigenen Seele erhoffen sowie eine dritte Gruppe mit einem eher archaischen Motiv: „Da gehört das Morden, Töten und Schlachten zum Männlichen, die Frau identifiziert es mit Stärke, Schutz und Sicherheit.“ In fast allen Fällen werden die Taten des Kriminellen geleugnet oder bagatellisiert.
Es handelt sich um eine für die Betroffenen potenziell schädliche Paraphilie, da sie sich durch den Kontakt zu Kriminellen der Gefahr aussetzen, selbst Opfer zu werden.

## Beispiele
- Bonnie und Clyde
- Harley Quinn[9]
- Anders Behring Breivik erhält in der Haft zahlreiche Liebesbriefe von jungen Frauen.[10]
- Während Ted Bundys Gerichtsverfahren saßen zahlreiche Groupies im Publikum.[10] Eine seiner Anhängerinnen heiratete Bundy im Gerichtssaal.[11]
- Der homosexuelle Serienmörder Jeffrey Dahmer pflegte bis zu seinem Tod in Haft Brieffreundschaften mit mindestens sechs Frauen, die alle glaubten, eine romantische Beziehung mit ihm zu führen.[12]
- Um Eric Harris und Dylan Klebold, die Täter des Amoklaufs an der Columbine High School, hat sich nach ihrem Tod eine Fangemeinde gebildet, deren überwiegend weibliche Mitglieder sich selbst als „Columbiner“ bezeichnen.[13]
- Luka Magnotta wird eine wachsende weibliche Anhängerschaft nachgesagt.[14]
- Charles Manson hatte viele hybristophile Anhänger(innen).
- Richard Ramírez heiratete einen seiner vielen weiblichen Fans während seiner Haft.[15]
- John Wayne Gacy erhielt im Gefängnis einen Heiratsantrag.[16]
- Josef Fritzl bekam bereits in den ersten Monaten seiner Haft 200 Liebesbriefe von Frauen.[17]
- Dschochar Zarnajew hatte nach seiner Tat tausende Fangirls.[5]
- Nikolas Cruz erhielt im Gefängnis zahlreiche Liebesbriefe.[18]